# Championnats du monde de snowboard 2005
Les championnats du monde de snowboard 2005 se tiennent du 15 au 23 janvier à Whistler Mountain (Canada).

## Résultats

### Hommes
| Épreuves           | Or                         | Argent                   | Bronze                      |
| ------------------ | -------------------------- | ------------------------ | --------------------------- |
| Slalom Parallèle   | Jasey Jay Anderson, Canada | Nicolas Huet, France     | Siegfried Grabner, Autriche |
| Slalom G Parallèle | Jasey Jay Anderson, Canada | Urs Eiselin, Suisse      | Nicolas Huet, France        |
| Cross              | Seth Wescott, États-Unis   | François Boivin, Canada  | Jason Hale, États-Unis      |
| Half-pipe          | Antti Autti, Finlande      | Justin Lamoureux, Canada | Kim Christiansen, Norvège   |
| Big Air            | Antti Autti, Finlande      | Matevz Petek, Slovénie   | Andreas Jakombsson, Suède   |

### Femmes
| Épreuves           | Or                             | Argent                      | Bronze                   |
| ------------------ | ------------------------------ | --------------------------- | ------------------------ |
| Slalom Parallèle   | Daniela Meuli, Suisse          | Heidi Neururer, Autriche    | Doresia Krings, Autriche |
| Slalom G Parallèle | Manuela Riegler, Autriche      | Svetlana Boldikova, Russie  | Doresia Krings, Autriche |
| Cross              | Lindsey Jacobellis, États-Unis | Karine Ruby, France         | Maelle Ricker, Canada    |
| Half-pipe          | Doriane Vidal, France          | Manuela Laura Pesco, Suisse | Hannah Teter, États-Unis |

## Tableau des médailles
| Rang | Nation     | Or | Argent | Bronze | Total |
| ---- | ---------- | -- | ------ | ------ | ----- |
| 1    | Canada     | 2  | 2      | 1      | 5     |
| 2    | États-Unis | 2  | 0      | 2      | 4     |
| 3    | Finlande   | 2  | 0      | 0      | 2     |
| 4    | France     | 1  | 2      | 1      | 4     |
| 5    | Suisse     | 1  | 2      | 0      | 3     |
| 6    | Autriche   | 1  | 1      | 3      | 5     |
| 7    | Slovénie   | 0  | 1      | 0      | 1     |
| 7    | Russie     | 0  | 1      | 0      | 1     |
| 9    | Suède      | 0  | 0      | 1      | 1     |
| 9    | Norvège    | 0  | 0      | 1      | 1     |